# Tumba-Eiskappe
Die Tumba-Eiskappe (bulgarisch ледник Тумба lednik Tumba) ist eine in ost-westlicher Ausrichtung 7,7 km lange und 4 km breite Eiskappe an der Davis-Küste des Grahamlands auf der Antarktischen Halbinsel. Sie nimmt westlich des Samodiwa-Gletschers die Westhälfte der Tschawdar-Halbinsel ein und fließt nordwärts zur Curtiss Bay sowie südwärts in die Hughes Bay ab.
Britische Wissenschaftler kartierten sie 1978. Die bulgarische Kommission für Antarktische Geographische Namen benannte sie 2010 nach dem Berg Tumba im bulgarischen Belasizagebirge.